# BLUEW (アルバム)
『BLUEW』（ブルー）は、BLUEWの1枚目のアルバム。

## 内容
BLUEWのデビュー作品。作曲はすべてボーカルの片山圭司が担当しており、ドラムの鮫島一友が在籍した唯一の作品である。南へ走れは後に、ドラムパートを後任の石渡道明が担当したバージョンに差し替えし、1枚目のシングルとしてシングルカット。「Mr.Dandy」はOVA『バブルガムクライシス』の主題歌。

## 収録曲
特記以外作詞･作詞:片山圭司 編曲:BLUEW
1. サヨナラBaby
作詞:森山進治
2. Syndi
作詞:森山進治
3. My Last Summer
作詞:樋口浩史 編曲:長岡長次郎
4. Summer time blue
編曲:長岡長次郎
5. 南へ走れ
作詞:吉元由美
6. Mr.Dandy
編曲:長岡長次郎